# Liste von zum UNESCO-Welterbe zählenden Kirchengebäuden (Amerika)
Die Liste von zum UNESCO-Welterbe zählenden Kirchengebäuden (Amerika) ist eine Auslagerung der Liste von zum UNESCO-Welterbe zählenden Kirchengebäuden und enthält ausschließlich zum UNESCO-Welterbe ernannte Kirchengebäude in Amerika. Solche Kirchengebäude, die innerhalb eines Ensembles (z. B. einem Kloster oder der „Altstadt“ bzw. dem Kern eines kommunalen Gemeinwesens) zum UNESCO-Welterbe mit ernannt wurden, werden insofern berücksichtigt, als nur auf exemplarische Einzelbeispiele und ggf. hierzu bereits extra angelegte Listen verwiesen wird.
Die Sortierung der Tabellen erfolgt politisch-geografisch zuerst nach dem Alphabet der Ländernamen – wobei bei den Ländern in der Regel die Reihenfolge der politischen Zuordnung gewählt wird (z. B. Zypern wird Europa zugeordnet, wiewohl es geografisch zu Asien gehört) –, dann nach den Orten. Die hierfür zu Europa zählenden Länder sind vollständig gelistet, auch jene, bei denen derzeit (Stand: 2022) laut jeweiliger Welterbe-Landesliste keine Kirche aufgeführt ist.
Die Reihung der Einträge innerhalb der Tabellen folgt derzeit zuerst nach dem Alphabet für die Spalte Ort, dann für die Spalte Name oder nach Chronologie der Aufnahme in die Liste siehe Spalte U-W (wird demnächst noch vereinheitlicht).

## Nordamerika

### Kanada
| Name                                             | Bild | Ort                        | Baujahr            | U-W  | Bemerkung                                                                                                  |
| ------------------------------------------------ | ---- | -------------------------- | ------------------ | ---- | --- |
| Kirchen von Vieux-Québec                         |      | Vieux-Québec               | ab 1688            | 1985 | Als Teil von Vieux-Québec gehören auch die Kirchen der Altstadt von Québec seit 1985 zum UNESCO-Welterbe.  |
| Kirchen im Stadtkern von Lunenburg (Nova Scotia) |      | Lunenburg (Nova Scotia) \| | ab 18. Jahrhundert | 1995 | Als des Stadtkerns von Lunenburg (Nova Scotia) gehören auch mehrere Kirchen seit 1995 zum UNESCO-Welterbe. |

### Mexiko
| Name                                                                                       | Bild | Ort                                | Baujahr            | U-W  | Bemerkung |
| ------------------------------------------------------------------------------------------ | ---- | ---------------------------------- | ------------------ | ---- | --- |
| Kirchen von Heroica Puebla de Zaragoza                                                     |      | Heroica Puebla de Zaragoza         | ab 16. Jahrhundert | 1987 | Als Teil von Heroica Puebla de Zaragoza gehören auch die Kirchen der Hauptstadt des mexikanischen Bundesstaates Puebla seit 1987 zum UNESCO-Welterbe.  |
| Kirchen im historischen Stadtkern von Guanajuato (Stadt)                                   |      | Guanajuato (Stadt)                 | ab 17. Jahrhundert | 1988 | Als Teil des historischen Stadtkerns von Guanajuato (Stadt) gehören auch mehrere Kirchen seit 1988 zum UNESCO-Welterbe.                                |
| Kirchen im historischen Stadtkern von Morelia                                              |      | Morelia                            | ab 16. Jahrhundert | 1991 | Als Teil des historischen Stadtkerns von Morelia gehören auch mehrere Kirchen seit 1991 zum UNESCO-Welterbe.                                           |
| Kirchen im historischen Stadtkern von Zacatecas (Stadt)                                    |      | Zacatecas (Stadt)                  | ab 16. Jahrhundert | 1993 | Als Teil des historischen Stadtkerns von Zacatecas gehören auch mehrere Kirchen seit 1993 zum UNESCO-Welterbe                                          |
| Kirchen der Missionsstationen am Fuße des Popocatépetl                                     |      | Umgebung des Popocatépetl          | ab 16. Jahrhundert | 1994 | Als Teil der Missionsstationen am Fuße des Popocatépetl gehören auch mehrere Kirchen seit 1994 zum UNESCO-Welterbe.                                    |
| Kirchen der Altstadt von Santiago de Querétaro                                             |      | Santiago de Querétaro              | ab 18. Jahrhundert | 1996 | Als Teil der Altstadt von Santiago de Querétaro gehören auch mehrere Kirchen seit 1996 zum UNESCO-Welterbe.                                            |
| Kirchen der Altstadt von Campeche (Stadt)                                                  |      | Campeche (Stadt)                   | ab 18. Jahrhundert | 1999 | Als Teil der Altstadt von Campeche (Stadt) gehören auch mehrere Kirchen seit 1999 zum UNESCO-Welterbe.                                                 |
| Kirchen der Franziskanermissionen in der Sierra Gorda                                      |      | Bergregion Sierra Gorda (Mexiko)   | ab 18. Jahrhundert | 2003 | Als Teil der Franziskanermissionen in der Sierra Gorda gehören auch mehrere Kirchen seit 2003 zum UNESCO-Welterbe.                                     |
| Die Jesus-von-Nazareth-Kirche (Atotonilco)                                                 |      | Atotonilco                         | 1748               | 2008 | Die Jesus-von-Nazareth-Kirche im Ortsteil Atotonilco wurde zeitgleich mit der Stadt San Miguel de Allende 2008 zum UNESCO-Welterbe.                    |
| Die Kirchen auf dem Historischen Handelsweg Camino Real de Tierra Adentro – „Silberstraße“ |      | Zwischen Mexiko-Stadt und Santa Fe | ab 16. Jahrhundert | 2010 | Auf dem Historischen Handelsweg Camino Real de Tierra Adentro – „Silberstraße“ liegend, gehören auch zahlreiche Kirchen seit 2010 zum UNESCO-Welterbe. |
| Kathedrale San Francisco in Tlaxcala (Stadt)                                               |      | Umgebung des Popocatépetl          | 1521               | 2021 | Zusammen mit dem Kloster gehört auch die Kathedrale San Francisco in Tlaxcala (Stadt) seit 2021 zum UNESCO-Welterbe.                                   |

### Vereinigte Staaten (USA)
| Name                                  | Bild | Ort                 | Baujahr            | U-W  | Bemerkung |
| ------------------------------------- | ---- | ------------------- | ------------------ | ---- | --- |
| Kirchen der San Antonio Missions      |      | Bexar County        | ab 17. Jahrhundert | 2015 | Als Teil der Missionsstationen der San Antonio Missions gehören auch die Kirchen seit 2015 zum UNESCO-Welterbe. |
| Kirchen erbaut von Frank Lloyd Wright |      | Oak Park (Illinois) | 1908               | 2019 | Als Bauwerk von Frank Lloyd Wright gehört auch die Kirche Unity Temple seit 2019 zum UNESCO-Welterbe.           |

## Mittelamerika

### Belize
- Derzeit (Stand: 2022) laut Welterbe in Belize keine Kirche aufgeführt.

### Costa Rica
- Derzeit (Stand: 2022) laut Welterbe in Costa Rica keine Kirche aufgeführt.

### El Salvador
- Derzeit (Stand: 2022) laut Welterbe in El Salvador keine Kirche aufgeführt.

### Guatemala
| Name                                       | Bild | Ort               | Baujahr            | U-W  | Bemerkung                                                                                          |
| ------------------------------------------ | ---- | ----------------- | ------------------ | ---- | -------------------------------------------------------------------------------------------------- |
| Kirchen der Altstadt von Antigua Guatemala |      | Antigua Guatemala | ab 16. Jahrhundert | 1979 | Als Teil der Altstadt von Antigua Guatemala gehören mehrere Kirchen seit 1979 zum UNESCO-Welterbe. |

### Honduras
- Derzeit (Stand: 2022) laut Welterbe in Honduras keine Kirche aufgeführt.

### Nicaragua
| Name                | Bild | Ort              | Baujahr | U-W  | Bemerkung                                          |
| ------------------- | ---- | ---------------- | ------- | ---- | -------------------------------------------------- |
| Kathedrale von León |      | León (Nicaragua) | ab 1744 | 2011 | Kathedrale von León ist seit 2011 UNESCO-Welterbe. |

### Panama
| Name                                    | Bild | Ort             | Baujahr            | U-W  | Bemerkung                                                                                                  |
| --------------------------------------- | ---- | --------------- | ------------------ | ---- | --- |
| Kirchen der Ruinenstadt Panamá la Vieja |      | Panamá la Vieja | ab 16. Jahrhundert | 1997 | Als Teil der Ruinenstadt Panamá la Vieja gehören auch mehrere Kirchenruinen seit 1997 zum UNESCO-Welterbe. |

### Karibik

#### Antigua und Barbuda
- Derzeit (Stand: 2022) laut Welterbe in Antigua und Barbuda keine Kirche aufgeführt.

#### Bahamas
- Derzeit (Stand: 2022) laut Welterbe auf den Bahamas keine Kirche aufgeführt.

#### Barbados
| Name                                | Bild | Ort        | Baujahr            | U-W  | Bemerkung |
| ----------------------------------- | ---- | ---------- | ------------------ | ---- | --- |
| Kirchen der Altstadt von Bridgetown |      | Bridgetown | ab 18. Jahrhundert | 2011 | Als Teil der Altstadt von Bridgetown gehört auch die anglikanische St. Michael’s Cathedral seit 2011 zum UNESCO-Welterbe. |

#### Dominica
- Derzeit (Stand: 2022) laut Welterbe in Dominica keine Kirche aufgeführt.

#### Dominikanische Republik
| Name                                   | Bild | Ort           | Baujahr            | U-W  | Bemerkung |
| -------------------------------------- | ---- | ------------- | ------------------ | ---- | --- |
| Kirchen der Altstadt von Santo Domingo |      | Santo Domingo | ab 18. Jahrhundert | 1990 | Als Teil der Altstadt von Santo Domingo gehört auch die Kathedrale von Santo Domingo seit 1990 zum UNESCO-Welterbe. |

#### Grenada
| Name                                  | Bild | Ort          | Baujahr | U-W  | Bemerkung |
| ------------------------------------- | ---- | ------------ | ------- | ---- | --- |
| Kirchen der Altstadt von St. George’s |      | St. George’s | ab 1804 | 2004 | Als Teil der Altstadt von St. George’s gehört auch die Immaculate Conception Cathedral seit 2004 zum UNESCO-Welterbe. |

#### Haiti
- Derzeit (Stand: 2022) laut Welterbe in Haiti keine Kirche aufgeführt.

#### Kuba
| Name                              | Bild | Ort             | Baujahr            | U-W  | Bemerkung |
| --------------------------------- | ---- | --------------- | ------------------ | ---- | --- |
| Kirchen von La Habana Vieja       |      | Panamá la Vieja | ab 18. Jahrhundert | 1982 | Als Teil der Altstadt von Havanna bzw. La Habana Vieja gehören auch mehrere Kirchen seit 1982 zum UNESCO-Welterbe. |
| Kirchen von Trinidad              |      | Trinidad        | ab 18. Jahrhundert | 1988 | Als Teil der Stadt Trinidad gehören auch mehrere Kirchen seit 1988 zum UNESCO-Welterbe.                            |
| Kirchen der Altstadt von Camagüey |      | Camagüey        | ab 16. Jahrhundert | 2008 | Als Teil der Altstadt von Camagüey gehören auch mehrere Kirchen seit 2008 zum UNESCO-Welterbe.                     |

#### Jamaika
- Derzeit (Stand: 2022) laut Welterbe in Jamaika keine Kirche aufgeführt.

#### St. Kitts und Nevis
- Derzeit (Stand: 2022) laut Welterbe in St. Kitts und Nevis keine Kirche aufgeführt.

#### St. Lucia
- Derzeit (Stand: 2022) laut Welterbe in St. Lucia keine Kirche aufgeführt.

#### St. Vincent und die Grenadinen
- Derzeit (Stand: 2022) laut Welterbe in St. Vincent und den Grenadinen keine Kirche aufgeführt.

## Südamerika

### Argentinien
| Name                                                            | Bild | Ort         | Baujahr            | U-W  | Bemerkung |
| --------------------------------------------------------------- | ---- | ----------- | ------------------ | ---- | --- |
| Kirchen der vier Jesuitenreduktionen der Guaraní in Argentinien |      | Argentinien | ab 17. Jahrhundert | 1984 | Als UNESCO-Welterbe ausgezeichnete Jesuitenreduktionen der Guaraní gibt es in mehreren südamerikanischen Ländern – vier davon sind in Argentinien (San Ignacio Miní, Nuestra Señora de Santa Ana, Nuestra Señora de Loreto und Santa María la Mayor), die seit 1984 zum UNESCO-Welterbe gehören.                                                                                     |
| Kirchen der Manzana de los Jesuitas                             |      | Córdoba     | ab 17. Jahrhundert | 1993 | Als Teil der Manzana de los Jesuitas (einem Häuserblock und fünf bäuerlichen Landwirtschaften und Fertigungseinrichtungen in der Provinz Córdoba), mit welcher die Jesuiten ihre Bildungs- und Missionierungsziele verfolgten, gehören auch mehrere Kirchen (darunter die älteste noch erhaltene Kirche Argentiniens, die Compañía de Jesús von 1671) seit 2000 zum UNESCO-Welterbe. |

### Bolivien
| Name                                          | Bild | Ort     | Baujahr            | U-W  | Bemerkung |
| --------------------------------------------- | ---- | ------- | ------------------ | ---- | --- |
| Kirchen der Stadt Potosí                      |      | Potosí  | ab 17. Jahrhundert | 1987 | Als Teil der für ihren Silberreichtum bekannten Stadt Potosí gehören auch mehrere Kirchen aus der Kolonialzeit seit 1987 zum UNESCO-Welterbe gehören.                                                                                 |
| Kirchen der Jesuitenreduktionen der Chiquitos |      | Córdoba | ab 17. Jahrhundert | 1990 | Als Teil der Jesuitenreduktionen der Chiquitos in sechs Städten Boliviens (San Francisco Javier, Concepción, Santa Ana, San Miguel, San Rafael und San José de Chiquitos) gehören auch mehrere Kirchen seit 1990 zum UNESCO-Welterbe. |
| Kirchen der Altstadt von Sucre                |      | Sucre   | ab 16. Jahrhundert | 1991 | Als Teil er Altstadt von Sucre gehören auch mehrere Kirchen seit 1991 zum UNESCO-Welterbe. |

### Brasilien
| Name                                                  | Bild | Ort                    | Baujahr         | U-W  | Bemerkung |
| ----------------------------------------------------- | ---- | ---------------------- | --------------- | ---- | --- |
| Barockkirchen aus der Kolonialzeit                    |      | Ouro Preto             | ab 1727         | 1980 | mehrere Kirchengebäude wie die Igreja São Francisco de Assis sind Teil der ausgezeichneten Altstadt von Ouro Preto             |
| Kirchen aus der Zeit der Zuckerwirtschaft             |      | Olinda                 | ab 1660         | 1982 | mehrere Kirchengebäude wie die Klosterkirche St. Benedikt sind Teil der ausgezeichneten Altstadt von Olinda                    |
| Heiligtum und Wallfahrtsort Bom Jesus de Matosinhos   |      | Congonhas              | 1758            | 1983 | Kirche zusammen mit sieben Kapellen innerhalb des Wallfahrtsortes ausgezeichnet                                                |
| Ruinen der Jesuitenreduktionen São Miguel das Missões |      | São Miguel das Missões | ab 1607         | 1983 | São Miguel ist eine der sieben ausgezeichneten, jeweils mit Kirchengebäuden ausgestatteten Missionen (Sete Povos) der Jesuiten |
| Barockkirchen aus der Kolonialzeit                    |      | Salvador               | 17. Jahrhundert | 1985 | mehrere Kirchengebäude wie die Kathedrale von Salvador sind Teil der ausgezeichneten Altstadt von Salvador                     |

### Chile
| Name                   | Bild | Ort    | Baujahr | U-W  | Bemerkung                                                                   |
| ---------------------- | ---- | ------ | ------- | ---- | --------------------------------------------------------------------------- |
| Holzkirchen von Chiloé |      | Chiloé | ab 1612 | 2000 | ausgezeichnet wurden mehrere Kirchengebäude Chiloés und benachbarter Inseln |

### Guyana
- Derzeit (Stand: 2022) laut Welterbe in Guyana keine Kirche aufgeführt.

### Ecuador
| Name                            | Bild | Ort    | Baujahr            | U-W  | Bemerkung                                                                                                   |
| ------------------------------- | ---- | ------ | ------------------ | ---- | --- |
| Kirchen der Altstadt von Quito  |      | Quito  | ab 16. Jahrhundert | 1978 | Als Teil der Altstadt von Quito gehört u. a. auch die Basilika San Francisco seit 1978 zum UNESCO-Welterbe. |
| Kirchen der Altstadt von Cuenca |      | Cuenca | ab 16. Jahrhundert | 1999 | Als Teil der Altstadt von Cuenca gehören mehrere Kirchen seit 1999 zum UNESCO-Welterbe.                     |

### Kolumbien
| Name                               | Bild | Ort       | Baujahr            | U-W  | Bemerkung |
| ---------------------------------- | ---- | --------- | ------------------ | ---- | --- |
| Kirchen der Altstadt von Cartagena |      | Cartagena | ab 1535            | 1984 | Als Teil der Altstadt von Cartagena gehört u. a. auch die Kathedrale von Cartagena seit 1984 zum UNESCO-Welterbe. |
| Kirchen der Altstadt von Mompós    |      | Mompós    | ab 18. Jahrhundert | 1995 | Als Teil der Altstadt von Mompós gehören mehrere Kirchen seit 1995 zum UNESCO-Welterbe.                           |

### Nicaragua
| Name            | Bild | Ort  | Baujahr   | U-W  | Bemerkung                                                                                      |
| --------------- | ---- | ---- | --------- | ---- | ---------------------------------------------------------------------------------------------- |
| Kathedrale León |      | León | 1747–1860 | 2011 | gerühmt als eine der Kathedralen mit der schönsten natürlichen Innenbeleuchtung Lateinamerikas |

### Paraguay
| Name                                        | Bild | Ort      | Baujahr            | U-W  | Bemerkung |
| ------------------------------------------- | ---- | -------- | ------------------ | ---- | --- |
| Kirchen von Jesuitenreduktionen in Trinidad |      | Trinidad | ab 17. Jahrhundert | 1993 | Als UNESCO-Welterbe ausgezeichnete Jesuitenreduktionen gibt es in mehreren südamerikanischen Ländern – zwei davon sind in Trinidad (La Santísima Trinidad de Paraná und Jesús de Tavarangüe), die seit 1993 zum UNESCO-Welterbe gehören. |

### Peru
| Name                                   | Bild | Ort      | Baujahr            | U-W  | Bemerkung |
| -------------------------------------- | ---- | -------- | ------------------ | ---- | --- |
| Kirchen der andinen Stadt Cusco        |      | Cusco    | ab 16. Jahrhundert | 1983 | Als Teil der Stadt Cusco wurden auch mehrere Kirchen, darunter die Kathedrale von Cusco, als UNESCO-Welterbe ausgezeichnet.                   |
| Iglesia de San Francisco               |      | Lima     | erb. 1535 bis 1625 | 1991 | ausgezeichnet als Teil der Altstadt von Lima                                                                                                  |
| Kirchen des Stadtzentrums von Arequipa |      | Arequipa | ab 16. Jahrhundert | 1983 | Als Teil des Stadtzentrums von Arequipa wurden auch mehrere Kirchen, darunter die Kathedrale von Arequipa, als UNESCO-Welterbe ausgezeichnet. |

### Suriname
| Name                                | Bild | Ort        | Baujahr            | U-W  | Bemerkung |
| ----------------------------------- | ---- | ---------- | ------------------ | ---- | --- |
| Kirchen der Altstadt von Paramaribo |      | Paramaribo | ab 18. Jahrhundert | 2002 | Als Teil der Altstadt von Paramaribo gehört u. a. auch die Kathedrale St. Peter und Paul seit 2002 zum UNESCO-Welterbe. |

### Trinidad und Tobago
- Derzeit (Stand: 2022) laut Welterbe in Guyana keine Kirche aufgeführt.

### Uruguay
| Name                                                          | Bild | Ort                    | Baujahr            | U-W  | Bemerkung |
| ------------------------------------------------------------- | ---- | ---------------------- | ------------------ | ---- | --- |
| Kirchen der Altstadt von Colonia del Sacramento               |      | Colonia del Sacramento | ab 16. Jahrhundert | 1995 | Als Teil der Altstadt von Colonia del Sacramento, der ältesten Stadt Uruguays, gehört u. a. auch die Basilika des Allerheiligsten Sakraments (Colonia del Sacramento) seit 1995 zum UNESCO-Welterbe. |
| Die Ingenieurbaukunst von Eladio Dieste: Kirche von Atlántida |      | Estación Atlántida     | 1960               | 2021 | Als Teil der Ingenieurbaukunst von Eladio Dieste gehört auch die Kirche von Atlántida seit 2021 zum UNESCO-Welterbe.                                                                                 |

### Venezuela
| Name                          | Bild | Ort  | Baujahr            | U-W  | Bemerkung                                                                                               |
| ----------------------------- | ---- | ---- | ------------------ | ---- | --- |
| Kirchen der Altstadt von Coro |      | Coro | ab 16. Jahrhundert | 1993 | Als Teil der Altstadt von Coro gehört u. a. auch die Kathedrale von Coro seit 1993 zum UNESCO-Welterbe. |

- Karte mit allen verlinkten Seiten:
- OSM |
- WikiMap